# Lynden Pindlings internationella flygplats
Lynden Pindlings internationella flygplats (engelska: Nassau International Airport) är en flygplats i Bahamas.   Den ligger i distriktet New Providence District, i den centrala delen av landet, 12 km väster om huvudstaden Nassau. Lynden Pindlings internationella flygplats ligger 4 meter över havet. Den ligger på ön New Providence Island. Lynden Pindlings internationella flygplats ligger vid sjön Lake Killarney.
Terrängen runt Lynden Pindlings internationella flygplats är mycket platt. Havet är nära Lynden Pindlings internationella flygplats åt nordväst. Trakten är tätbefolkad. Närmaste större samhälle är Nassau, 12,5 km öster om Lynden Pindlings internationella flygplats. 